# Аткочюнас, Роландас
Роландас Аткочюнас (лит. Rolandas Atkočiūnas; род. 16 августа 1961, Каунас) — литовский театральный режиссёр.

## Образование
- Каунасский технологический университет, инженерно-строительный факультет (1979—1981)
- Московское театральное училище имени Бориса Щукина, факультет актёрского мастерства (1985—1989), режиссёрский факультет (1989)

## Карьера
- Главный режиссёр Московского творческого объединения «Откровение» (1990—1991)
- Создатель и руководитель Каунасского Малого драматического театра (1992—1994)
- Руководитель Шяуляйского театра драмы (1994—1998)
- Руководитель Фестиваля музыки, театра и кино Иоанна Крестителя (2004)
- Художественный руководитель Лиепайского театра (2005—2007)
- Художественный руководитель Паневежисского драматического театра (2011—2012)

## Постановки в Лиепайском театре
- 2010 — Р. Блауманис «В огне»
- 2009 — «Кончен бал» — по пьесе Н. Эрдмана «Самоубийца»
- 2009 — М. Камолетти «Пижама для шестерых»
- 2008 — М. Гавран «Все о женщинах»
- 2008 — Р. Шиммелфенниг «Арабская ночь»
- 2007 — М. Гавран «Все о мужчинах»
- 2007 — А. Чехов «CV (Дядя Ваня)»
- 2006 — Ж.-П. Сартр «За закрытой дверью»
- 2005 — А. Ли Копит «Папа, папа, бедный папа, ты не вылезешь из шкафа…»

## Постановки в других театрах
• 2010 год — Рудольфс Блауманис В огне, Лиепайский театр
• Тонино Гуэрра Четвёртый стул , Каунасский государственный академический драматический театр (Литва)
• Михаил Булгаков Кабала святош, Рижский художественный театр (Латвия)
• 2011 — Мартин МакДонах Череп из Коннемара, Лиепаиский театр (Латвия)
• Герман Греков Ханана, театр Паневежиса им Ю Милтиниса
• Рэй Куни Семейные дела, Лиепаиский театр
• Николай Гоголь Женитьба, театр Паневежиса им Ю Милтиниса
• 2012 — Рудольфс Блауманис Тринес греха, Рижский художественный театр (Латвия)
• Лаура С. Каннингем Девишник, Даугавпилсский драматический театр (Латвия)
• Curcio Malaparte И женщины проиграли войну, Рижский художественный театр 
• 2013 — Джез Баттерворт Иерусалим, Каунасский национальный драматический театр
• Мартин Сперр Сцены охоты , Литовский национальный драматический театр
• Gérald Sibleyras Ветер шумит в тополях, Театр проекты
• 2014 год — Михаил Булгаков «Зойкина квартира», Руссийский драматический театр Литвы
• Петр Зеленка, Находящиеся под угрозой исчезновения, Вильнюсский молодёжный театр
• Мадам Бовари, по роману Г. Флобера Рижский художественный театр
• 2015 Э Ионеско Носорог, Камерный театр
Dea Loher Связи Клары, Каунасский национальный драматический театр
2016 А Руткевича Животное Литовский национальный драматический театр
2017• Легенда о Великом комбинаторе(по мотивам 12 стуьев Ильфа и Петрова)
• Кармен (по мотивам П Мериме) Рижский художественный театр
2018• Б. Хенли Преступления сердца, Рижский художественный театр,
Э. Э. Шмитт «Маленькие супружеские преступления», Рижский художественный театр , 2009
- Б. Срблянович «Саранча», Каунасский драматический театр, 2009
- П. Шарт «Мою. Жену зовут Морис», Рижский художественный театр, 2008
- Р. Шиммелфенниг «Женщина из прошлого», Паневежисский драматический театр, 2006
- А. Миллер «Салемские ведьмы», Каунасский драматический театр, 2004
- Ф. Достоевский «Месса идиота», Каунасский проектный театр и Таллинский международный фестиваль «Trialogos», 2003.
- П. Зюскинд «Контрабас», Каунасский камерный театр, 2002.
- А. Чехов «Незаконченная пьеса», Клайпедский театр, 2000
- Т. Реттиган «Дама без камелий», Шауляйский драматический театр, 2000
- К. Остраускас «Чичинскaс», Шауляйский драматический театр, 1995.
- А. Стриндберг «Мадемуазель Жюли», Каунасский малый драматический театр, 1994
- С. Беккет «Последняя лента Крэппа», Каунасский малый драматический театр, 1993
- А. Миллер «Цена», Шауляйский драматический театр, 1992
- Т. Уильямс «Царство земное», Литовский театр русской драмы, 1991
- Т. Уайлдер «Наш городок» театральное училище имени Бориса Щукина 1989

## Награды
- 2007 The play CV (Curriculum vitae) in Latvia was nominated in five categories of 2007: Best Play of the Year, Best Director, Best Scenography, Best Costumes, Best Leading Role
- 2002 Monocle International Festival in Saint-Petersburg, the first prize laureate for the play Contrabass
- 1997 Border International theater festival laureate for the play Behind closed doors
- 1995 The National Dramaturgy prize for the play Čičinskas